# Ludovic Moyersoen

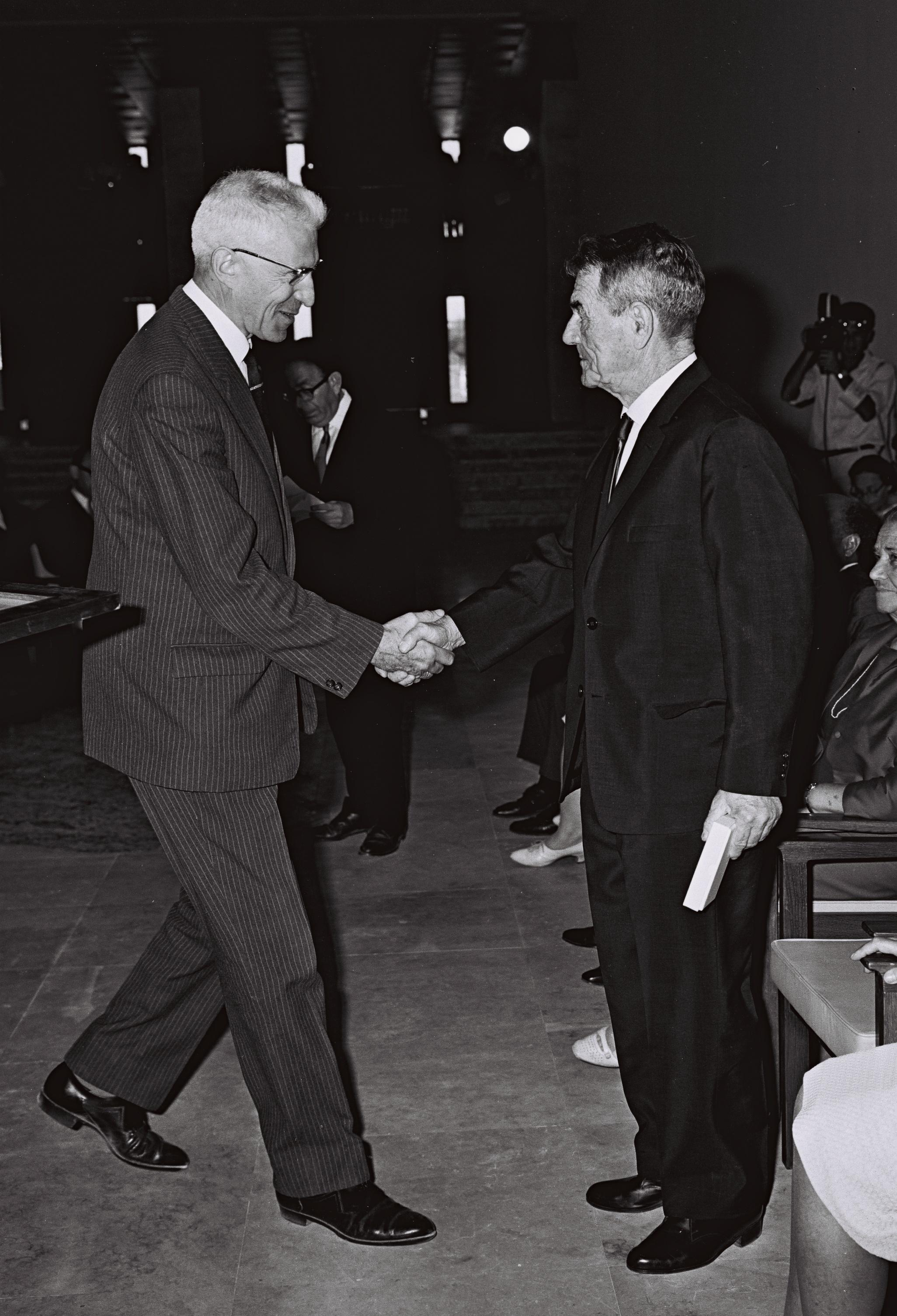
Ludovic Moyersoen (links) en Kadish Luz op 31 augustus 1966

Ludovic Odilon Moyersoen (Aalst, 1 augustus 1904 - 29 augustus 1992) was een Belgisch politicus voor de Katholieke Partij en de CVP. Hij was minister van Justitie, minister van Binnenlandse Zaken en minister van Landsverdediging in de jaren '50 en '60.

## Levensloop
Moyersoen was de zevende van de tien kinderen van baron Romain Moyersoen, burgemeester van Aalst, minister en senaatsvoorzitter en van Aline Liénart (1870-1940). Hij trouwde met Teresa Thuysbaert, dochter van de Lokerse burgemeester Prosper Thuysbaert sr. Samen kregen ze elf kinderen.
Ludovic Moyersoen studeerde aan het Sint-Jozefscollege in Aalst, aan de Universiteit van Namen en aan de Katholieke Universiteit Leuven. Hij promoveerde in 1927 tot doctor in de rechten en in 1928 tot licentiaat in de politieke en sociale wetenschappen. Hij vestigde zich als advocaat aan de balie van Dendermonde.
In 1935 werd Moyersoen lid van de Vlaamsch-Katholieke Politieke Jeugd en in 1936 werd hij Vlaams secretaris van de Katholieke Unie. In 1945 was hij medestichter van de CVP en was lid van het nationaal comité van de partij. Van 1946 tot 1968 zetelde hij bovendien voor het arrondissement Aalst in de Kamer van volksvertegenwoordigers. Van 1958 tot 1968 was hij ondervoorzitter van de Kamer.
Ook oefende Moyersoen verschillende ministeriële functies uit. Van 1950 tot 1952 was hij minister van Justitie in de Regering-Pholien, van 1952 tot 1954 minister van Binnenlandse Zaken in de Regering-Van Houtte en van 1965 tot 1966 minister van Landsverdediging in d Regering-Harmel.
Als minister van Justitie werd hij geconfronteerd met de erfenis van de Repressie. In repressiedossiers maakte hij einde aan de uitvoering van de doodstraf, willigde hij talrijke genadeverzoeken in en maakte hij meer gebruik van voorwaardelijke invrijheidsstelling. Als minister van Binnenlandse Zaken diende hij een wetsontwerp in tot taalregeling in bestuurszaken. In deze regeling kregen alle Belgische gemeenten een definitief taalregime en werd de taalgrens vastgelegd. Ook voorzag het wetsontwerp in volledige gelijkstelling van het Nederlands en het Frans in de Brusselse agglomeratie. Door de parlementsontbinding van 1954 kwam het ontwerp echter te vervallen. Ook stelde hij een commissie in om een Nederlandse versie op te stellen van de Belgische grondwet.

## Publicaties
- De verkiezing van den hertog van Nemours tot koning der Belgen, 1938.
- Prosper Poullet en de politiek van zijn tijd, Brugge, De Kinkhoren, 1946.
- De evolutie der linkse partijen in antigodsdienstig opzicht, in: Actio Catholica, Wervik, 1955.
- Federalisme: een bedrieglijke oplossing voor Vlaanderen, in: De Standaard, 1961.
- De evolutie der taalwetgeving sinds 1930, in: Liber amicorum August De Schrijver, Gent, 1968.